# Пресс-секретарь президента России
Пресс-секретарь президента Российской Федерации — федеральный государственный гражданский служащий, выполняющий непосредственное руководство работой пресс-службы президента.
В настоящее время руководителем пресс-службы президента России является Дмитрий Песков (с 22 мая 2012 года).
Пресс-секретарь президента является официальным голосом президента, представляющим его позицию, а также позицию Кремля в отношении различных событий, и осуществляющим связь со средствами массовой информации.

## Функции пресс-секретаря президента
Пресс-секретарь президента — это ответственный по связям со СМИ и общественностью, исполняющий все вытекающие из этой ответственности обязанности.
Пресс-секретарь президента — это официальный представитель государства и власти, личный представитель президента, наиболее доступный по определению источник, постоянно обладающий существенным объёмом интересующей общество/сообщество/группу информации о действиях главы государства и уполномоченный выдавать эту информацию в виде информационных заявлений или интервью.
Пресс-секретарь президента или главы государства должен периодически излагать позицию своей страны по разным вопросам, но делать это исключительно в том смысловом и эмоциональном контексте, который определён принимающим политические решения его руководителем.
Пресс-секретарь имеет высокую подверженность к изменениям объёма функций в зависимости от изменения ситуации. Уровень публичной активности пресс-секретаря полностью зависит от уровня публичной активности президента и от представлений последнего о допустимой степени публичности представителя власти.
Пресс-секретарь занимает организацию всех контактов президента с журналистами — от отдельных интервью до больших пресс-конференций. Пресс-секретарь постоянно сопровождает президента: на всех протокольных мероприятиях, во время местных поездок и зарубежных визитов.
По необходимости пресс-секретарь сам инициирует публичную активность президента. Он вносит предложения по организации тех или иных публичных мероприятий с целью создания возможности выступления президента на конкретную актуальную тему или общения с журналистами.
В обязанности пресс-секретаря входит и обеспечение обратной связи — информирование президента. Обзоры местной и зарубежной прессы, информационной ленты дня, аналитические материалы, комментарии и др. — все эти материалы ежедневно подготавливаются если не напрямую пресс-секретарем, то под его руководством.
Пресс-секретарь ответственен за всю информацию от президента: он отвечает за содержание официального веб-сайта президента, контролирует весь объём исходящей из администрации информации, в том числе интервью, пресс-конференции и отдельные встречи с журналистами ответственных работников аппарата президента.
Пресс-секретарь — высокопоставленное должностное лицо из команды президента, публичный политик. Имея доступ практически ко всей информации от власти и обладая статусом помощника или советника президента, пресс-секретарь обычно имеет и другие, не связанные с прямой деятельностью, нагрузки в соответствии с распоряжениями главы государства.

## Список пресс-секретарей президента РФ
| Портрет                                | Пресс-секретарь                  | Срок полномочий                        | Президент                       |
| -------------------------------------- | -------------------------------- | -------------------------------------- | ------------------------------- |
|                                        | Павел Игоревич Вощанов           | 20 июля 1991 г. — февраль 1992 г.      | Борис Ельцин                    |
|                                        | Вячеслав Васильевич Костиков     | 14 мая 1992 г. — 14 марта 1995 г.      | Борис Ельцин                    |
|                                        | Сергей Константинович Медведев   | 15 марта 1995 г. — 13 августа 1996 г.  | Борис Ельцин                    |
|                                        | Сергей Владимирович Ястржембский | 13 августа 1996 г. — 28 марта 1997 г.  | Борис Ельцин                    |
| 28 марта 1997 г. — 12 сентября 1998 г. | Сергей Владимирович Ястржембский |                                        | Борис Ельцин                    |
|                                        | Дмитрий Дмитриевич Якушкин       | 15 сентября 1998 г. — 3 января 2000 г. | Борис Ельцин                    |
|                                        | Алексей Алексеевич Громов        | 4 января 2000 г. — 26 марта 2004 г.    | Владимир Путин Дмитрий Медведев |
| 26 марта 2004 г. — 12 мая 2008 г.      | Алексей Алексеевич Громов        |                                        | Владимир Путин Дмитрий Медведев |
|                                        | Наталья Александровна Тимакова   | 13 мая 2008 г. — 21 мая 2012 г.        | Дмитрий Медведев Владимир Путин |
|                                        | Дмитрий Сергеевич Песков         | С 22 мая 2012 г.                       | Владимир Путин                  |